# Umetnostno drsanje na Zimskih olimpijskih igrah 1980
Umetnostno drsanje na Zimskih olimpijskih igrah 1980.

## Dobitniki medalj
| Tekma        | Zlato                                  | Srebro                             | Bron                               |
| Moški        | Robin Cousins                          | Jan Hoffmann                       | Charles Tickner                    |
| Ženske       | Anett Pötzsch                          | Linda Fratianne                    | Dagmar Lurz                        |
| Športni pari | Irina Rodnina in Aleksander Zajcev     | Marina Čerkasova in Sergej Šahraj  | Manuela Mager in Uwe Bewersdorff   |
| Plesni pari  | Natalija Liničuk in Genadij Karponosov | Krisztina Regöczy in Andras Sallay | Irina Mojsejeva in Andrej Minenkov |